# Франсон, Коди
Ко́ди Фра́нсон (англ. Cody Franson; 8 августа 1987, Сикамус, Британская Колумбия) — канадский хоккеист, защитник

## Игровая карьера
Коди Франсон начинал профессиональную игровую карьеру в клубе Западной хоккейной лиги «Ванкувер Джайэнтс». До этого он выступал за команду молодёжной лиги провинции Британская Колумбия «Сикамус Иглз». В 2005 году был выбран на драфте НХЛ клубом «Нэшвилл Предаторз», но ещё два сезона отыграл за «Джайэнтс».

### «Нэшвилл Предаторз»
Перед сезоном 2007—08 Франсон перешёл в фарм-клуб «Нэшвилла» — «Милуоки Эдмиралс» из АХЛ, в котором провел два года. В начале сезона 2009—10 Франсон был вызван из АХЛ в основную команду. Первый матч в НХЛ он провел 17 октября 2009 года против «Вашингтон Кэпиталз». Франсон заменил в составе Дэна Хэмьюса, который получил травму.
8 сентября 2010 года Франсон продлил контракт с клубом на два года.

### «Торонто Мейпл Лифс»
3 июля 2011 «Нэшвилл» обменял Коди Франсона в «Торонто». Вместе с Франсоном в «Мейпл Лифс» отправился Мэттью Ломбарди, а взамен хищники получили защитника Бретта Лебду и форварда Роберта Слейни. Поначалу Франсон не всегда попадал в состав, поскольку в команде уже находились достаточно квалифицированных защитников и он был запасным седьмым. Первый матч за «Торонто» он сыграл в третьем туре против «Калгари Флеймз», заменив в основе Джейка Гардинера. В том матче он набрал первое очко за «лифс», сделав голевую передачу Филу Кесселу, который забросил победную шайбу. Поскольку в команде Франсон был лишь запасным, то в прессе стала появляться информация, что генеральный менеджер Торонто Брайан Бурк может обменять защитника. В услугах Франсона были заинтересованы «Тампа», «Рейнджерс» и «Монреаль». Но в матче против «Нэшвилла» защитник «Торонто» Майк Комисарек сломал руку и выбыл на два месяца, и сделка по обмену Франсона не состоялась ввиду его востребованности «Мейпл Лифс».
Старт сезона 2012—13 откладывался из-за локаута, и Франсон уехал играть в Шведскую элитную серию за клуб «Брюнес».
25 сентября 2013 года подписал новый контракт с «Торонто» на один год и сумму 2 млн долларов.

### Возвращение в «Нэшвилл»
15 февраля 2015 года Франсон перешёл обратно в «Нэшвилл» вместе с нападающим Майком Санторелли. Взамен «Торонто» получил нападающих Олли Йокинена и Брендана Лайпсика, а также выбор в первом раунде драфта 2015 года. Первую и единственную шайбу после возвращения в «Нэшвилл» Франсон забросил 31 марта в матче против «Ванкувер Кэнакс». В последний раз до этого в составе «хищников» Коди отмечался заброшенной шайбой 5 мая 2011 года. Всего в составе «Нэшвилла» Франсон провёл 23 матча в регулярном чемпионате, в которых набрал 4 (1+3) очка и 5 матчей в плей-офф, в которых набрал 2 (0+2) очка. «Нэшвилл» выбыл в первом раунде, проиграв будущему обладателю Кубка Стэнли — «Чикаго Блэкхокс» — в шести матчах.
По окончании сезона генеральный менеджер «Нэшвилла» Дэвид Пойл заявил, что обмен Франсона и Санторелли должен был добавить глубины составу и помочь пройти как можно дальше в плей-офф, и выразил разочарование тем, что этого не произошло. Также он добавил, что вероятно клуб не будет предлагать новый контракт Франсону, поскольку в команде уже есть три защитника с правым хватом: Ши Уэбер, Сет Джонс и Райан Эллис.

### Игра в «Авангарде»
5 сентября 2018 года объявлено о подписании двухлетнего контракта с клубом «Авангард Омск». 1 мая 2020 года Коди покинул Омский клуб.

## Статистика

### Клубная
| 2002/03   | Ванкувер Джайэнтс  | ЗХЛ       | 3   | 0  | 0   | 0   | 0   | —  | — | —  | —  | —  |
| 2003/04   | Ванкувер Джайэнтс  | ЗХЛ       | 2   | 0  | 0   | 0   | 0   | —  | — | —  | —  | —  |
| 2004/05   | Ванкувер Джайэнтс  | ЗХЛ       | 64  | 2  | 11  | 13  | 44  | 4  | 0 | 1  | 1  | 0  |
| 2005/06   | Ванкувер Джайэнтс  | ЗХЛ       | 71  | 15 | 40  | 55  | 61  | 18 | 5 | 15 | 20 | 12 |
| 2006/07   | Ванкувер Джайэнтс  | ЗХЛ       | 59  | 17 | 34  | 51  | 88  | 19 | 3 | 4  | 7  | 10 |
| 2007/08   | Милуоки Эдмиралс   | АХЛ       | 76  | 11 | 25  | 36  | 40  | 6  | 0 | 2  | 2  | 2  |
| 2008/09   | Милуоки Эдмиралс   | АХЛ       | 76  | 11 | 41  | 52  | 47  | 11 | 3 | 5  | 8  | 8  |
| 2009/10   | Милуоки Эдмиралс   | АХЛ       | 6   | 2  | 5   | 7   | 4   | —  | — | —  | —  | —  |
| 2009/10   | Нэшвилл Предаторз  | НХЛ       | 61  | 6  | 15  | 21  | 16  | 4  | 0 | 1  | 1  | 2  |
| 2010/11   | Нэшвилл Предаторз  | НХЛ       | 80  | 8  | 21  | 29  | 30  | 12 | 1 | 5  | 6  | 0  |
| 2011/12   | Торонто Мейпл Лифс | НХЛ       | 57  | 5  | 16  | 21  | 22  | —  | — | —  | —  | —  |
| 2012/13   | Брюнес             | Шве       | 26  | 3  | 4   | 7   | 10  | —  | — | —  | —  | —  |
| 2012/13   | Торонто Мейпл Лифс | НХЛ       | 45  | 4  | 25  | 29  | 8   | 7  | 3 | 3  | 6  | 0  |
| 2013/14   | Торонто Мейпл Лифс | НХЛ       | 79  | 5  | 28  | 33  | 30  | —  | — | —  | —  | —  |
| 2014/15   | Торонто Мейпл Лифс | НХЛ       | 55  | 6  | 26  | 32  | 26  | —  | — | —  | —  | —  |
| 2014/15   | Нэшвилл Предаторз  | НХЛ       | 23  | 1  | 3   | 4   | 2   | 5  | 0 | 2  | 2  | 0  |
| 2015/16   | Баффало Сэйбрз     | НХЛ       | 59  | 4  | 13  | 17  | 26  | —  | — | —  | —  | —  |
| 2016/17   | Баффало Сэйбрз     | НХЛ       | 68  | 3  | 16  | 19  | 34  | —  | — | —  | —  | —  |
| 2017/18   | Чикаго Блэкхокс    | НХЛ       | 23  | 1  | 6   | 7   | 8   | —  | — | —  | —  | —  |
| 2017/18   | Рокфорд Айсхогс    | АХЛ       | 37  | 9  | 19  | 28  | 10  | 13 | 6 | 7  | 13 | 9  |
| 2018/19   | Авангард           | КХЛ       | 54  | 5  | 22  | 27  | 20  | 19 | 4 | 14 | 18 | -4 |
| 2019/20   | Авангард           | КХЛ       | 1   | 2  | 0   | 2   |     |    |   |    |    |    |
| Всего НХЛ | Всего НХЛ          | Всего НХЛ | 550 | 43 | 169 | 212 | 202 | 28 | 4 | 11 | 15 | 2  |
| Всего КХЛ | Всего КХЛ          | Всего КХЛ | 54  | 5  | 22  | 27  | 20  | 19 | 4 | 14 | 18 | -4 |

### Международная
| Год   | Сборная       | Турнир | Место | И | Г | П | О | Штр |  |
| ----- | ------------- | ------ | ----- | - | - | - | - | --- |  |
| 2007  | Канада (мол.) | МЧМ    |       | 6 | 0 | 2 | 2 | 4   |  |
| Всего | Всего         | Всего  | Всего | 6 | 0 | 2 | 2 | 4   |  |